# Kalikst Szymonowicz
Kalikst Marceli Władysław Szymonowicz (ur. 5 lutego 1884 w Zaleszczykach, zm. 1940 w ZSRR) – podpułkownik audytor Wojska Polskiego, ofiara zbrodni katyńskiej.

## Życiorys
Urodził się 5 lutego 1884 w Zaleszczykach jako syn Stanisława. Pochodził z rodziny polskich Ormian.
Ukończył studia prawnicze. Podczas I wojny światowej ogłoszono, że jako rezerwowy kadet-aspirant 55 pułku piechoty zaginął 28 sierpnia 1914.
Po odzyskaniu przez Polskę niepodległości został przyjęty do Wojska Polskiego. Został awansowany do stopnia majora ze starszeństwem z 1 czerwca 1919 w korpusie oficerów sądowych. W latach 1923, 1924 był sędzią śledczym w Wojskowym Sądzie Okręgowym Nr VI we Lwowie. W 1928 był sędzią orzekającym w Wojskowym Sądzie Okręgowym Nr V w Krakowie. Został awansowany do stopnia podpułkownika ze starszeństwem z dniem 1 stycznia 1931 w korpusie oficerów sądowych. W marcu 1931 został przesunięty ze stanowiska sędziego orzekającego na stanowisko szefa sądu. Z dniem 31 sierpnia 1935 został przeniesiony w stan spoczynku.
Po wybuchu I wojny światowej, kampanii wrześniowej i agresji ZSRR na Polskę z 17 września 1939 został aresztowany przez funkcjonariuszy NKWD. Prawdopodobnie na wiosnę 1940 został zamordowany przez NKWD na obszarze okupowanym przez sowietów. Jego nazwisko znalazło się na tzw. Ukraińskiej Liście Katyńskiej opublikowanej w 1994 (został wymieniony na liście wywózkowej 55/1-2 oznaczony numerem 3284, dosłownie wymieniony jako ? Kalikst Szymanowicz). Ofiary tej zbrodni zostały pochowane na otwartym w 2012 Polskim Cmentarzu Wojennym w Kijowie-Bykowni.

## Ordery i odznaczenia
- Złoty Krzyż Zasługi (10 listopada 1928)[15][10]